# Ana Soler
Ana Soler es una actriz y productora de cine nacida en Salinas, Puerto Rico, que ha desarrollado su carrera artística en Colombia desde mediados de la década de 1990.

## Carrera
Soler llegó a tierras colombianas en 1996 por recomendación del director y guionista Jorge Alí Triana, instalándose en la ciudad de Bogotá. Ese mismo año apareció en el seriado de televisión Otra en mí en el papel de Lulú Gómez, haciendo su debut en la televisión colombiana. A partir de ese momento su presencia en la televisión del país cafetero sería común, participando en producciones como La elegida (1997), La caponera (2000), Amantes del desierto (2001), La jaula (2003), Pasión de gavilanes (2003), La quiero a morir (2008) y Los caballeros las prefieren brutas (2010). También apareció en producciones cinematográficas como Bolívar soy yo, Sin Amparo y Soñar no cuesta nada.
En la década de 2010 hizo parte de producciones como Ojo por ojo (2010), El laberinto (2012), ¿Dónde carajos está Umaña? (2012) y El día de la suerte (2013). En 2017 integró el elenco de la película Mariposas Verdes de Gustavo Nieto Roa.

## Filmografía

### Cine y televisión
| - 1996 - Otra en mí - 1997 - Posición viciada - 1997 - La elegida - 1998 - Tierra de nadie - 2000 - La caponera - 2001 - Amantes del desierto - 2002 - Bolívar soy yo - 2003 - La jaula - 2003 - Pasión de gavilanes - 2006 - Soñar no cuesta nada - 2006 - El engaño - 2004 - Sin Amparo - 2005 - Juegos prohibidos - 2005 - Lorena - 2008 - La quiero a morir | - 2010 - Kdabra - 2010 - Los caballeros las prefieren brutas - 2010 - Ojo por ojo - 2011 - Mentes en Shock - 2011 - La otra familia - 2012 - ¿Dónde carajos está Umaña? - 2012 - El laberinto - 2013 - Comando élite - 2013 - El día de la suerte - 2014 - La viuda negra - 2016 - El tesoro - 2017 - Mariposas Verdes - 2017 - La Nocturna - 2023 - Línea de tiempo |